# Alf Ross
Alf Niels Christian Ross (* 10. Juni 1899 in Kopenhagen; † 17. August 1979) war ein dänischer Rechtsphilosoph und Jurist. Vornehmlich wurde er als Vertreter des skandinavischen Rechtsrealismus bekannt und gilt neben Axel Hägerström und Karl Olivecrona als der wichtigste Vertreter dieser rechtstheoretischen Richtung.

## Leben
Alf Ross machte 1917 sein Abitur. Er begann ein Studium an der Technischen Universität Dänemarks, das er jedoch schon nach einem Semester abbrach, um Jura an der Universität Kopenhagen zu studieren; ein Studium, das er 1922 abschloss. Anschließend arbeitete er für einen Anwalt und begann 1923 eine Studienreise, die zweieinhalb Jahre dauerte und ihn nach Frankreich, England und Österreich führte. Begleitet wurde er von seiner Frau Else-Merete Helweg-Larsen, die er an der Universität kennengelernt hatte. In Wien traf er auf Hans Kelsen, der ihn tief beeindruckte. Zurück in Kopenhagen begann er eine juristische Doktorarbeit, die er jedoch bald zugunsten einer philosophischen Doktorarbeit aufgab. Die Jahre 1928 und 1929 verbrachte er in Uppsala, wo er 1929 von Axel Hägerström zum Dr. phil. promoviert wurde. 1934 wurde er in Kopenhagen auch noch in Jura promoviert, und 1935 bekam er eine Anstellung an der Universität Kopenhagen, wo er Staatsrecht unterrichtete. 1953 wurde sein Buch Om Ret og Retfærdighed publiziert, das er 1959 auf Englisch unter dem Titel On Law and Justice veröffentlichte. Von 1959 bis 1972 gehörte er als Vertreter Dänemarks dem Europäischen Gerichtshof für Menschenrechte an. 1969 beendete Ross seine Tätigkeit an der Universität Kopenhagen. Seine Frau Else-Merete Ross war politisch für die Partei Det radikale Venstre tätig und von 1960 bis 1973 Mitglied des Folketings.

## Werk
Ross’ frühe Arbeit zur Theorie der Rechtsquellen aus dem Jahr 1929 gilt als „theoriegeschichtlich einflussreich“.
Alf Ross vertrat in seinem Buch On Law and Justice aus dem Jahr 1959 die Auffassung, dass es aus erkenntnistheoretischen Gründen keine Möglichkeit gebe, dem Recht a priori besondere inhaltliche Maßstäbe zuerkennen zu können. Die Erfahrung sei hier der Maßstab. Das bedeutet, z. B., dass der bekannte Ausdruck ‘suum cuique tribuere’, ‘Jedem das seine zuteilen’, so lange keine Bedeutung hat, bis deutlich wird, was tatsächlich zu Jedem gehört; das weise aber auf einen Zirkelschluss (On Law and Justice, § 64 (p. 276)) hin. Seine Entschlossenheit, auf nichts außer den Tatsachen zu vertrauen führt ihn dazu, zu sagen, dass das Gesetz weder wahr noch falsch sei und eher als eine Richtlinie aufgefasst werden soll (On Law and Justice, § 2 (p. 2)). Dabei richtet die Norm sich nicht an die Bürger, sondern an den Richter (On Law and Justice, § 7 (p. 33)).
Er widersetzte sich dem Konzept eines Naturrechts. Es ist, seines Erachtens, nicht deutlich, was man darunter zu verstehen habe; überdies berufe man sich stets lediglich auf eine persönliche Einsicht, wobei es keine Möglichkeit gebe, anzugeben, welche der vielen möglichen Einsichten die richtige sein sollte. Man sei auf diese Weise ausgeliefert an unbeschränkte Erfindung und Dogmatik (On Law and Justice, § 58 (p. 261)).

## Schriften (Auswahl)
- Theorie der Rechtsquellen. Ein Beitrag zur Theorie des positiven Rechts auf Grundlage dogmengeschichtlicher Untersuchungen, Leipzig und Wien 1929
- Kritik der sogenannten praktischen Erkenntnis, zugleich Prolegomena zu einer Kritik der Rechtswissenschaft, Kopenhagen und Leipzig 1933 (Digitalisat bei archive.org).
- Imperatives and Logic. In: Philosophy of Science. Band 11, Nr. 1, 1944, ISSN 0031-8248, S. 30–46, JSTOR:184888 (englisch).
- Tû-Tû. In: Harvard Law Review. Band 70, Nr. 5, 1957, ISSN 0017-811X, S. 812–825, doi:10.2307/1337744, JSTOR:1337744 (englisch, zuerst in: O. Borum, K. Ilium (Hrsg.): Festskrift til henry Ussing, Kobenhavn Juristforbundet, 1951).
- On Law and Justice, Berkeley/Los Angeles 1959
- Directives and Norms, London 1968
- On Guilt, Responsibility and Punishment, London 1975